# Římskokatolická farnost Benetice
Římskokatolická farnost Benetice je územní společenství římských katolíků v Beneticích, s farním kostelem svatého Marka.

## Území farnosti
Do farnosti náleží území těchto obcí:
- Benetice s kostelem sv. Marka,
- Bochovice s kaplí sv. Anny,
- Horní Vilémovice,
- Svatoslav s kaplí sv. Benedikta, postavenou v roce 2006,
- Věstoňovice.

## Historie
Benetickou faru založil pravděpodobně benediktinský klášter v Třebíči. Po bělohorské bitvě spadly Benetice pod duchovní správu sídlící v Kamenici, a to až do roku 1785. Od roku 1859 mají Benetice opět faru.
Původní kostelík stával ve středu osady, byl z části dřevěný, i ostatní stavení v té době kryly došky a šindel a často padaly za oběť požárům. Při jednom takovém ohni shořel i tento kostel. Bylo to podle kronikáře v roce 1774. Poměrně brzo bylo vše opraveno. Kostelík byl však jen nouzový, a tak v letech 1853–1859 za obnos kolem 20 000 zl. došlo ke stavbě nového kostela, který byl posvěcen třebíčským děkanem, J. Janouškem 16. října 1859.
V roce 1901 zahrnovalo území farnosti 959 katolíků a 160 akatolíků.

## Duchovní správci
Od roku 1785
- Ignác Volný, 1785 – 1793
- Julián Dvořák, 1794 – 1799 zemřel 25.1.1799 a byl v Beneticích pochován.
- Ignác Pelikán, 1799 – 1804
- Michael Michl, 1804 – 1811
- Tadeáš Tichý, 1811 – 1837
- Karel Mazáč, 1837 – 1844
- Antonín Vlach, 1844 – 1850
- Josef Maleček, 1850 – 1858
- Jan Král, 1858 – 1860
- František Hons, 1861 – 1869
- Ludvík Moser, 1870 – 1878
- František Zineker, 1878 – 1900
- František Segeťa, 1900 – 1913
- Eduard Gryc, 1913 – 1922
- Antonín Krpoun, 1922 – 1946
- Adolf Peňáz, 1946 – 1947
- Josef Fabík, 1947 – 1952 administrátor
- Vincenc Vlach, 1952 – 1965 administrátor
- Konrád Steffel, 1965 – 1992 farář, od roku 1971 současně děkan Přibyslavický. Zemřel v březnu 1999 a je v Beneticích pochován.
- Mgr. Jiří Buchta, 1992 – 1994 administrátor excurrendo
- Mgr. Jan Schnaider, 1994 – 1994 administrátor excurrendo (pouze několik měsíců)
- Mgr. Jiří Bradáč, 1994 – 1996 administrátor excurrendo
- Mgr. Jiří Buchta, 1996 – 1998 administrátor excurrendo
- Mgr. Petr Svoboda, 1998 – 2004 administrátor excurrendo
- Mgr. Jiří Ochman, 2004 – 2004 administrátor excurrendo (pouze několik měsíců)
- Mgr. Václav Knotek, 2004 – 2017 administrátor excurrendo
- Mgr. Milan Těžký, 2017 – dosud   administrátor excurrendo

Mezi faráře, kteří v Beneticích působili nejdéle, náleží: P. Tadeáš Tichý (1811–1837), Ludvík Moser (1870–1878) a Konrád Steffel (1965-1992) Duchovním správcem farnosti byl od září 2004 administrátor excurrendo P. Mgr. Václav Knotek z rudíkovské farnosti. Od srpna 2017 byl administrátorem excurrendo jmenován R. D. Mgr. Milan Těžký.

## Bohoslužby
| Kostel         | Místo    | Bohoslužba (den) | Hodina     | Poznámka     |
| -------------- | -------- | ---------------- | ---------- | ------------ |
| svatého Marka. | Benetice | neděle pátek     | 9.30 17.00 | farní kostel |

## Aktivity ve farnosti
Dnem vzájemných modliteb farností za bohoslovce a bohoslovců za farnosti brněnské diecéze je 25. září. Adorační den připadá na 9. května.
Ve farnosti se pravidelně koná tříkrálová sbírka. V roce 2017 činil její výtěžek v Beneticích a Věstoňovicích 10 640 korun.